# Bala Bèye 2
Pour les articles homonymes, voir Bèye.
Bala Bèye 2, orthographié aussi Balla Bèye 2, nom d'arène de Mamadou Sow aussi surnommé Baboye ou "l'ouragan de Pikine", est un lutteur sénégalais chef de file de l'écurie Haal Pulaar.

## Biographie
Mamadou Sow est né le 26 novembre 1971 à Pikine.

## Carrière
Baboye totalise 17 victoires et 8 défaites,.
Victoires : Samba Diagne, Mbar Tine, Ibou Diop, Youssou Faye, Balla Gaye 1, Zale Lô (à deux reprises), Boy Kaïré (à deux reprises), Cheikh Mbaba, Serigne Ndiaye, Dame Soughére, Lac de Guiers 1, Mbaye Diouf, Bombardier, Gris Bordeaux, Baye Mandione
Défaites : Moustapha Guèye, Yékini (à trois reprises), Khadim Ndiaye 1 (à deux reprises), Balla Gaye 2, Bombardier.
Sans Verdict : Ness, Lac de Guiers 2

### 1994/1995
| 1994/1995 | Balla Bèye 2 | Pikine | Zale Lo | Fass | Victoire |

### 1995/1996
| Année     | Jour         | Lutteur | Écurie       | Adversaire | Écurie adverse | Résultat |
| --------- | ------------ | ------- | ------------ | ---------- | -------------- | -------- |
| 1995/1996 | Balla Bèye 2 | Pikine  | Ibou Diop    |            | Victoire       |          |
| 1995/1996 | Balla Bèye 2 | Pikine  | Youssou Faye |            | Victoire       |          |
| 1995/1996 | Balla Bèye 2 | Pikine  | Balla Gaye 1 | Walo       | Victoire       |          |

### 1996/1997
| Année     | Jour         | Lutteur | Écurie    | Adversaire   | Écurie adverse | Résultat |
| --------- | ------------ | ------- | --------- | ------------ | -------------- | -------- |
| 1996/1997 | Balla Bèye 2 | Pikine  | Boy Kaïre | Soumbédioune | Victoire       |          |

### 1997/1998
| Année     | Jour         | Lutteur        | Écurie       | Adversaire | Écurie adverse | Résultat |
| --------- | ------------ | -------------- | ------------ | ---------- | -------------- | -------- |
| 1997/1998 | Balla Bèye 2 | Pikine         | Cheikh Mbaba | Ndakaru    | Victoire       |          |
| 1997/1998 | Balla Bèye 2 | Serigne Ndiaye | Ndakaru      | Victoire   |                |          |

### 1998/1999
| Année | Jour | Lutteur      | Écurie | Adversaire | Écurie adverse | Résultat |
| ----- | ---- | ------------ | ------ | ---------- | -------------- | -------- |
|       |      | Balla Bèye 2 | Pikine |            |                |          |

### 1999/2000
| Année | Jour | Lutteur      | Écurie | Adversaire | Écurie adverse | Résultat |
| ----- | ---- | ------------ | ------ | ---------- | -------------- | -------- |
|       |      | Balla Bèye 2 | Pikine |            |                |          |

### 2000/2001
| Année     | Jour         | Lutteur    | Écurie          | Adversaire | Écurie adverse | Résultat |
| --------- | ------------ | ---------- | --------------- | ---------- | -------------- | -------- |
| 2000/2001 | Balla Bèye 2 | Hal Pulaar | Moustapha Guèye | Fass       | Défaite        |          |
| 2000/2001 | Balla Bèye 2 | Hal Pulaar | Dame Soughére   |            | Victoire       |          |

### 2001/2002
| Année     | Jour      | Lutteur      | Écurie     | Adversaire      | Écurie adverse | Résultat |
| --------- | --------- | ------------ | ---------- | --------------- | -------------- | -------- |
| 2002      | 1 Janvier | Balla Bèye 2 | Hal Pulaar | Yekini          | Ndakaru        | Défaite  |
| 2001/2002 | 2001/2002 | Balla Bèye 2 | Hal Pulaar | Lac de Guiers 1 | Walo           | Victoire |
| 2001/2002 | 2001/2002 | Balla Bèye 2 | Hal Pulaar | Khadim Ndiaye 1 | Thiaroye       | Défaite  |

### 2002/2003
| Année     | Jour         | Lutteur    | Écurie  | Adversaire | Écurie adverse | Résultat |
| --------- | ------------ | ---------- | ------- | ---------- | -------------- | -------- |
| 2002/2003 | Balla Bèye 2 | Hal Pulaar | Zale Lô | Fass       | Victoire       |          |

### 2003/2004
| Année     | Jour         | Lutteur    | Écurie          | Adversaire   | Écurie adverse | Résultat |
| --------- | ------------ | ---------- | --------------- | ------------ | -------------- | -------- |
| 2003/2004 | Balla Bèye 2 | Hal Pulaar | Khadim Ndiaye 1 | Thiaroye     | Défaite        |          |
| 2003/2004 | Balla Bèye 2 | Hal Pulaar | Boy Kaire       | Soumbédioune | Victoire       |          |

### 2004/2005
| Année | Jour | Lutteur      | Écurie     | Adversaire | Écurie adverse | Résultat |
| ----- | ---- | ------------ | ---------- | ---------- | -------------- | -------- |
|       |      | Balla Bèye 2 | Hal Pulaar |            |                |          |

### 2005/2006
| Année     | Jour      | Lutteur      | Écurie     | Adversaire  | Écurie adverse | Résultat |
| --------- | --------- | ------------ | ---------- | ----------- | -------------- | -------- |
| 2005/2006 | 2005/2006 | Balla Bèye 2 | Hal Pulaar | Mbaye Diouf | Fass           | Victoire |
| 2006      | 20 avril  | Balla Bèye 2 | Hal Pulaar | Bombardier  | Mbour          | Victoire |

Cette victoire contre un ancien roi des arènes permet d'intégrer le cercle des ténors de l'arène, les "VIP", et lui ouvre la porte à un match pour le titre.

### 2006/2007
| Année          | Jour | Lutteur | Écurie       | Adversaire | Écurie adverse | Résultat |         |
| -------------- | ---- | ------- | ------------ | ---------- | -------------- | -------- | ------- |
| Roi des arènes | 2007 | 10 juin | Balla Bèye 2 | Hal Pulaar | Yekini         | Ndakaru  | Défaite |

Ce combat contre Yekini qui se solde par une défaite contribue pour beaucoup à sa popularité : nul n'est passé plus près de détrôner l'incontesté roi des arènes.

### 2007/2008
| Année          | Jour | Lutteur    | Écurie       | Adversaire | Écurie adverse | Résultat |          |
| -------------- | ---- | ---------- | ------------ | ---------- | -------------- | -------- | -------- |
|                | 2008 | 9 mars     | Balla Bèye 2 | Hal Pulaar | Gris Bordeaux  | Fass     | Victoire |
| Roi des arènes | 2008 | 27 juillet | Balla Bèye 2 | Hal Pulaar | Yekini         | Ndakaru  | Défaite  |

Après une victoire sur Gris Bordeaux et grâce à sa combativité lors du premier combat, une deuxième chance lui est offerte contre le roi des arènes.
Il concède une défaite plus nette.

### 2008/2009
| Année | Jour   | Lutteur      | Écurie     | Adversaire      | Écurie adverse | Résultat     |
| ----- | ------ | ------------ | ---------- | --------------- | -------------- | ------------ |
| 2009  | 9 août | Balla Bèye 2 | Hal Pulaar | Lac de Guiers 2 | Walo           | Sans Verdict |

Le jour du combat, Lac de Guiers 2 a été déclaré vainqueur par chute sur quatre appuis, verdict contesté par Baboye ; la commission d'appel lui donnera raison et cassera le verdict.

### 2009/2010
| Année | Jour   | Lutteur      | Écurie     | Adversaire   | Écurie adverse            | Résultat |
| ----- | ------ | ------------ | ---------- | ------------ | ------------------------- | -------- |
| 2010  | 1 aout | Balla Bèye 2 | Hal Pulaar | Balla Gaye 2 | Ecole de Lutte Balla Gaye | Défaite  |

### 2010/2011
| Année | Jour | Lutteur     | Écurie     | Adversaire | Écurie adverse | Résultat |
| ----- | ---- | ----------- | ---------- | ---------- | -------------- | -------- |
|       |      | Bala Bèye 2 | Hal Pulaar |            |                |          |

### 2011/2012
| Année | Jour        | Lutteur      | Écurie     | Adversaire | Écurie adverse | Résultat     |
| ----- | ----------- | ------------ | ---------- | ---------- | -------------- | ------------ |
| 2011  | 11 decembre | Balla Bèye 2 | Hal Pulaar | Ness       | Lansar         | Sans Verdict |

Balla Bèye 2 se blesse pendant l'échauffement. Ness est déclaré vainqueur par le corps arbitral, décision cassée par le CNG.

### 2012/2013
| Année | Jour   | Lutteur      | Écurie     | Adversaire | Écurie adverse | Résultat |
| ----- | ------ | ------------ | ---------- | ---------- | -------------- | -------- |
| 2013  | 8 juin | Balla Bèye 2 | Hal Pulaar | Bombardier | Mbour          | Défaite  |

Ce combat revanche est l'événement phare du Gala de lutte sénégalaise de Bercy. Bombardier prend le dessus en quelques secondes.
Malgré un bilan en demi-teinte ce gala reste une vitrine pour la lutte sénégalaise.

### 2013/2014
| Année | Jour | Lutteur      | Écurie     | Adversaire | Écurie adverse | Résultat |
| ----- | ---- | ------------ | ---------- | ---------- | -------------- | -------- |
|       |      | Balla Bèye 2 | Hal Pulaar |            |                |          |

### 2014/2015
| Année | Jour | Lutteur      | Écurie     | Adversaire | Écurie adverse | Résultat |
| ----- | ---- | ------------ | ---------- | ---------- | -------------- | -------- |
|       |      | Balla Bèye 2 | Hal Pulaar |            |                |          |

### 2015/2016
| Année | Jour     | Lutteur      | Écurie     | Adversaire    | Écurie adverse       | Résultat |
| ----- | -------- | ------------ | ---------- | ------------- | -------------------- | -------- |
| 2016  | 16 avril | Balla Bèye 2 | Hal Pulaar | Baye Mandione | Thiaroye Guem Sa Bop | Victoire |